# José Rizal
José Protasio Mercado Rizal de Alejandro, Lam-co Alonso de la Rosa, y Realonda de Quintos (ur. 19 czerwca 1861 w Calambie, zm. 30 grudnia 1896 w Manili) – filipiński bohater narodowy, poliglota i polihistor: lekarz, pisarz, działacz społeczno-polityczny.

## Życiorys
Rizal był synem średniozamożnego posiadacza ziemskiego. Był siódmym z kolei dzieckiem w jedenastoosobowej rodzinie o korzeniach chińskich. Wykształcenie odebrał w szkołach w Manili, a także na Uniwersytecie Madryckim (gdzie ukończył medycynę); zawsze był wyróżniającym się studentem. Studiował także w Paryżu i Heidelbergu, posługiwał się biegle siedmioma językami. W czasie pobytu w Europie (1882-1892) zaczął zabiegać o zreformowanie hiszpańskiego systemu zarządzania Filipinami.
W 1886 Rizal opublikował swoją pierwszą powieść, pod tytułem Noli me tangere („Nie dotykaj mnie”), która obnażała nieudolność i niesprawiedliwość hiszpańskiego systemu kolonialnego w jego ojczyźnie. Kolejną publikacją była książka El filibustierismo („Rządy chciwości”, 1891). Ugruntowała ona jego pozycję, jako czołowego przedstawiciela filipińskiego ruchu reformatorskiego. Kolejną pracę poświęcił ukazaniu historii Filipin przed przybyciem Hiszpanów, była to edycja dzieła Antonia Morgasa – Sucesos de las Islas Filipinas. W tym czasie prowadził również ożywioną działalność publicystyczną, poprzez pisanie licznych artykułów, głównie do gazet wydawanych w Barcelonie. Rizal domagał się nadania Filipinom statusu jednej z równorzędnych prowincji kraju, prawa do reprezentacji w Parlamencie (Kortezy), zastąpienia hiszpańskich zakonników przez rodzimych księży, prawa do swobody zgromadzeń i wolności słowa oraz równości wobec prawa Hiszpanów i Filipińczyków.
Rizal powrócił na Filipiny w 1892 r. Dzięki jego wysiłkom udało się utworzyć pokojowe stowarzyszenie, o nazwie Liga Filipina, z siedzibą w Manili. Hiszpanie w reakcji na to deportowali go do Dapitan, w północnozachodniej części Mindanao. Rizal pozostawał na wygnaniu przez następne cztery lata. W 1896 doszło do wybuchu powstania przeciwko Hiszpanom, którego inicjatorem była organizacja Katipunan. Mimo że Rizal nie miał praktycznie żadnych kontaktów ze spiskowcami, ani nie żądał niepodległości dla Filipin, został aresztowany i był sądzony za podburzanie do buntu. Uznano go za winnego, wobec postawionych mu zarzutów i skazano na karę śmierci. Wyrok został wykonany w Manili poprzez rozstrzelanie. Jego śmierć przyczyniła się jeszcze bardziej do wzmożenia oporu filipińskiego wobec wojsk kolonialnych. Rizal w ostatnich chwilach przed śmiercią, napisał utwór pod tytułem Mi último adiós („Moje ostatnie pożegnanie”), który jest uznawany za jedno z największych arcydzieł poezji hiszpańskojęzycznej XIX w.

## Upamiętnienie
Rocznica jego śmierci jest obchodzona na Filipinach jako święto narodowe. 
Jego wizerunek został umieszczony na filipińskich monetach obiegowych o nominale 1 peso bitych w latach 1972-2019.